# Orientalische Rossstirn
Orientalische Rossstirn ist ein Sammelbegriff für historische Rossstirne aus dem nahöstlichem Raum. Als Bestandteil von Rossharnischen werden sie den Schutzwaffen zugeordnet.

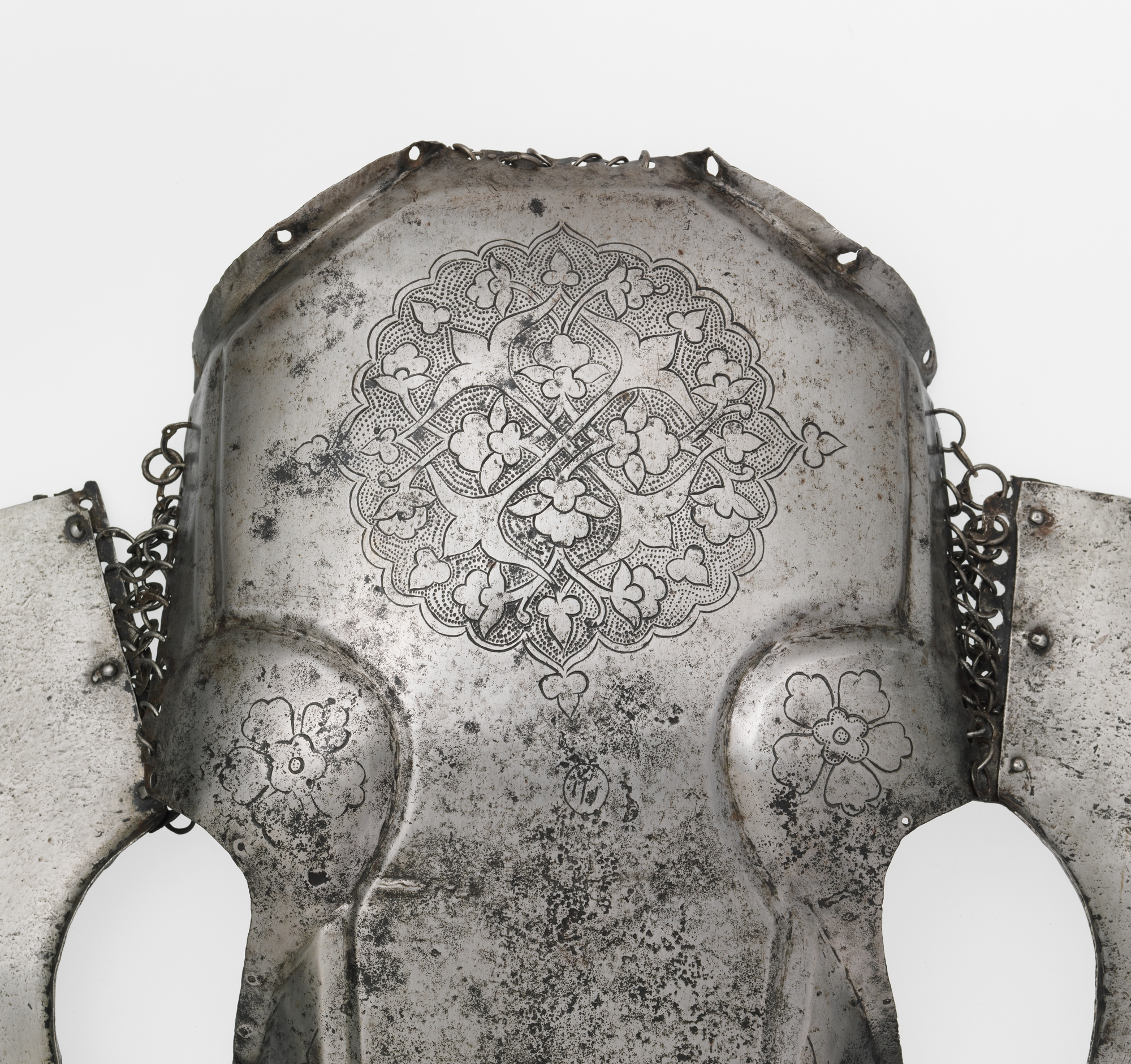
Rossstirn im Metropolitan Museum of Art, Inventar-Nr. 32.75.248,04.3.208,36.25.576,610,.1829...

## Zuordnungen
Die Begrifflichkeiten von historischen Rossstirnen sind nicht international genormt. Daher dienen zur Orientierung die Klassifikationen von renommierten Autoritäten im Gebiet der Blank- und Schutzwaffenforschung. Dazu sind verschiedene Fachautoren wie George Cameron Stone oder Wendelin Boeheim als auch Museen wie das Metropolitan Museum of Art (Met) bekannt. Vom Met werden Rossstirne u. a. als „Equestrian Equipment-Shaffrons“ bezeichnet was im Sprachgebrauch der deutschen Fachliteratur als „Rossstirn“ bezeichnet wird. Dieser Artikel beschreibt einen Teilbereich dieser Schutzwaffen, deren Herkunft dem orientalischem Raum im historischen Sinne zugeschrieben wird.
Orientalische Rossstirne sind aus den Räumen der Türkei, dem Iran, und der arabischen Halbinsel bekannt. In der Literatur werden Rossstirne teilweise als Gruppen mit ähnlichen Varianten und Konstruktionsmerkmalen beschrieben, die auch nach der Provenienz der Objekte zusammengefasst werden. Übernahmen von Konstruktionsmerkmalen auf zeitgeschichtlich jüngere Stücke werden meist auf Wissenstransfer zwischen Kulturen betrachtet. Zu den Verbreitungswegen dieser Pferderüstungen sind wenige wissenschaftliche Arbeiten bekannt. David Nicolle beschreibt in seinem Werk Mamluk Askari 1250 1517, das Vorkommen solche Pferderüstungen auch im ägyptischen Raum, welche auch durch spezialisierte Rüstungsmeister der Mamluken (rikâbdâriyya) gepflegt und verbreitet wurden.
Zu den Rossharnischen gibt Gruppierungen die als Europäischer Rossharnisch, als Türkischer Rossharnisch als Indischer Rossharnisch, Japanischer Rossharnisch oder als Chinesischer Rossharnisch bekannt sind. Bei frühen Varianten wurden diese Rüstungen noch nicht so detailreich angefertigt, wie die späteren, in Europa bekanntgewordenen Pferderüstungen. Historische Funde zu Rossharnischen legen nahe, dass Rossstirne mit beweglichen Seitenteilen zuerst in östlichen Regionen verbreitet waren. Frühe, vermutlich stählerne Varianten, finden sind aus dem Iran in vorislamischer Zeit. Bei späteren europäischen Varianten sind konstruktive Anleihen erkennbar, die allerdings selten so ausgeprägt sind, wie bei den Stücken aus dem orientalischen Raum.

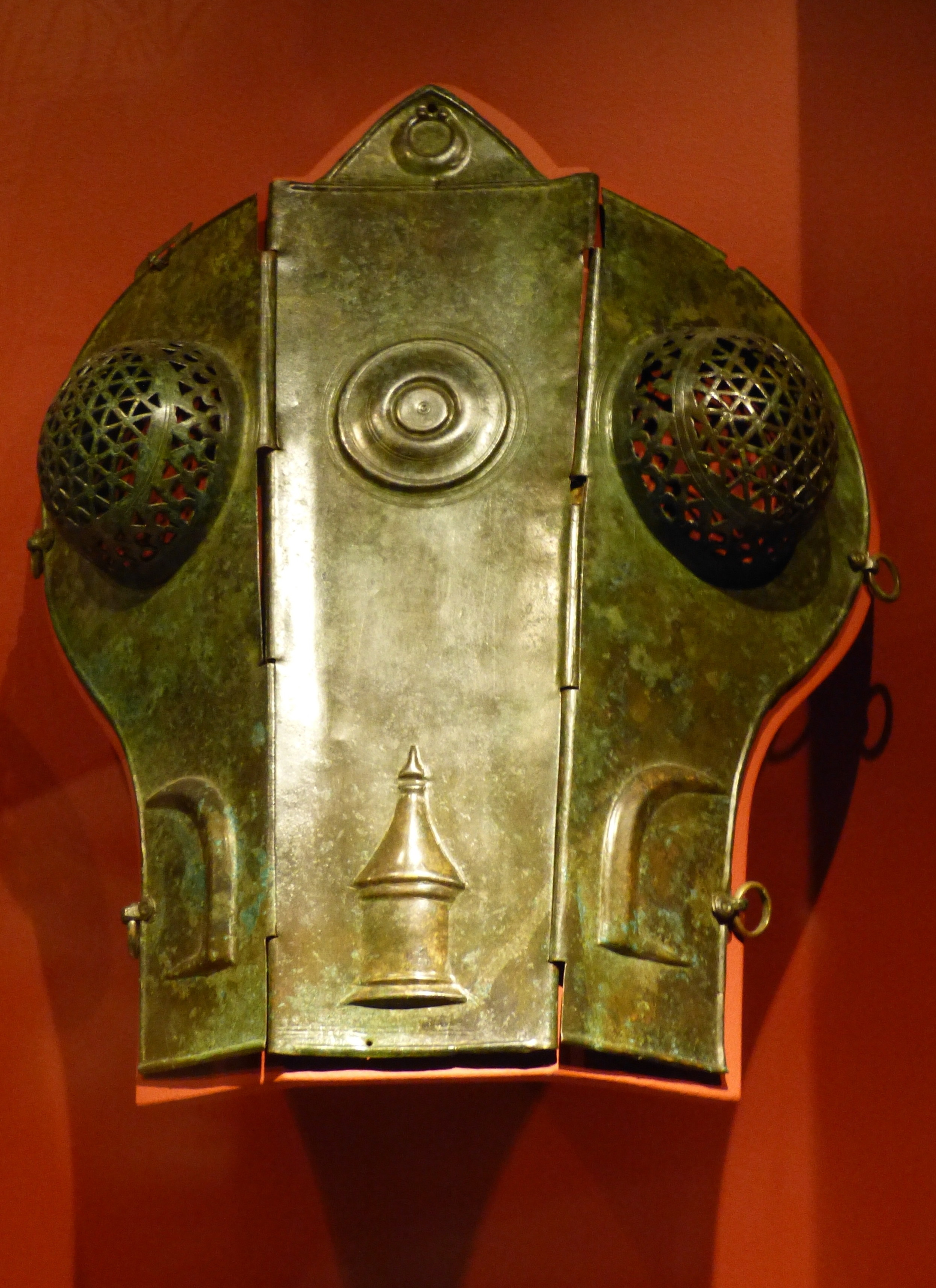
Rossstirn aus Römerschatz mit beweglichen Seitenklappen.
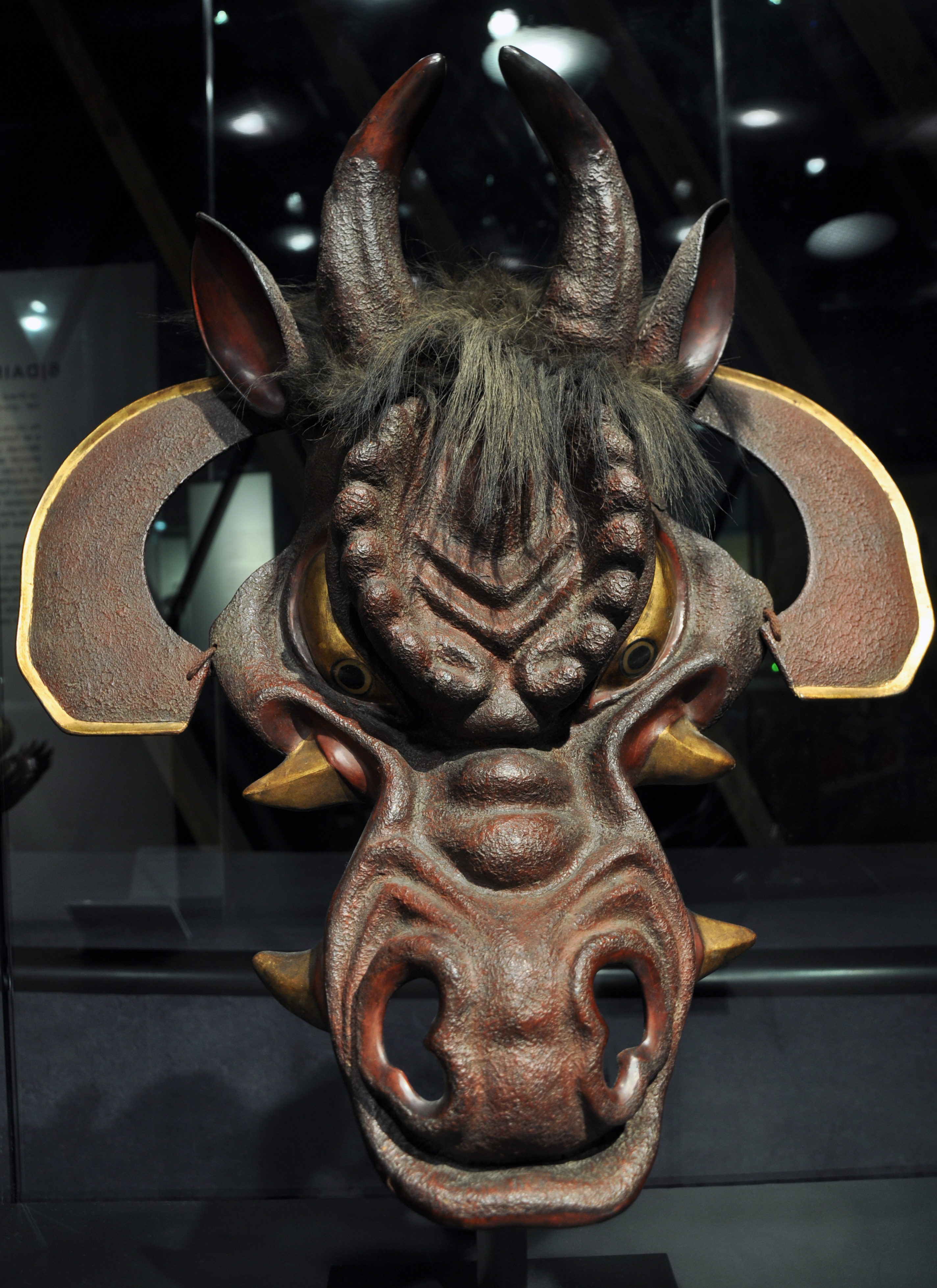
Japanische Rossstirn (Bamen) mit beweglichen Seitenklappen.
Rossstirn mit Seitenklappen, aus der Sammlung Karl XV. (Schweden)

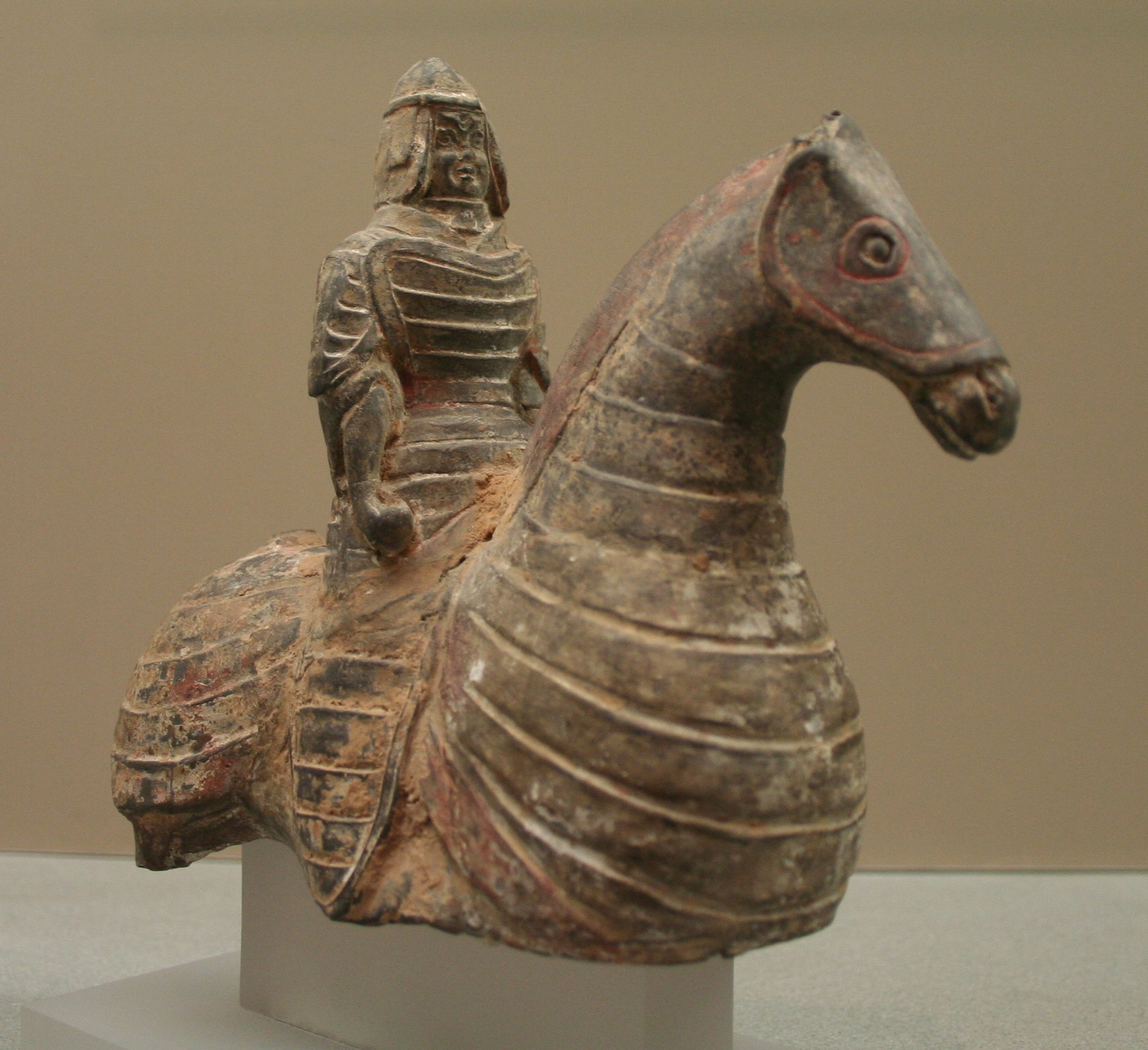
Frühe chinesische Rossstirn ohne bewegliche Seitenklappen.
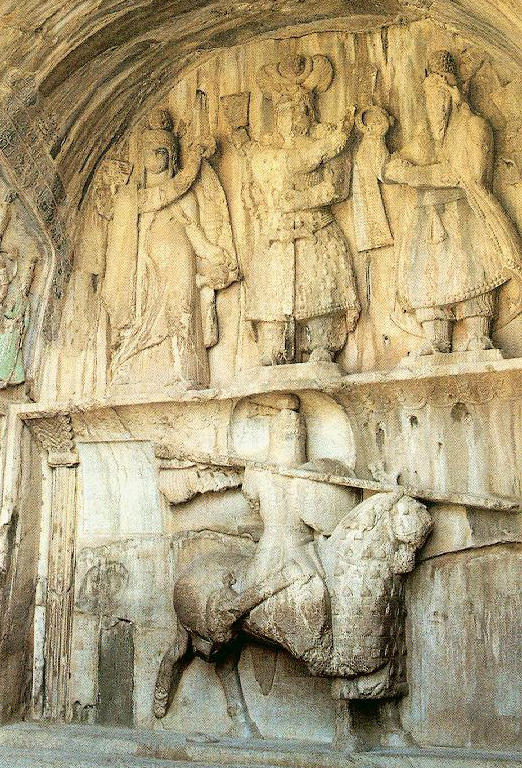
Pferderüstung, Abbildung zur Krönungszeremonie Chosraus II.
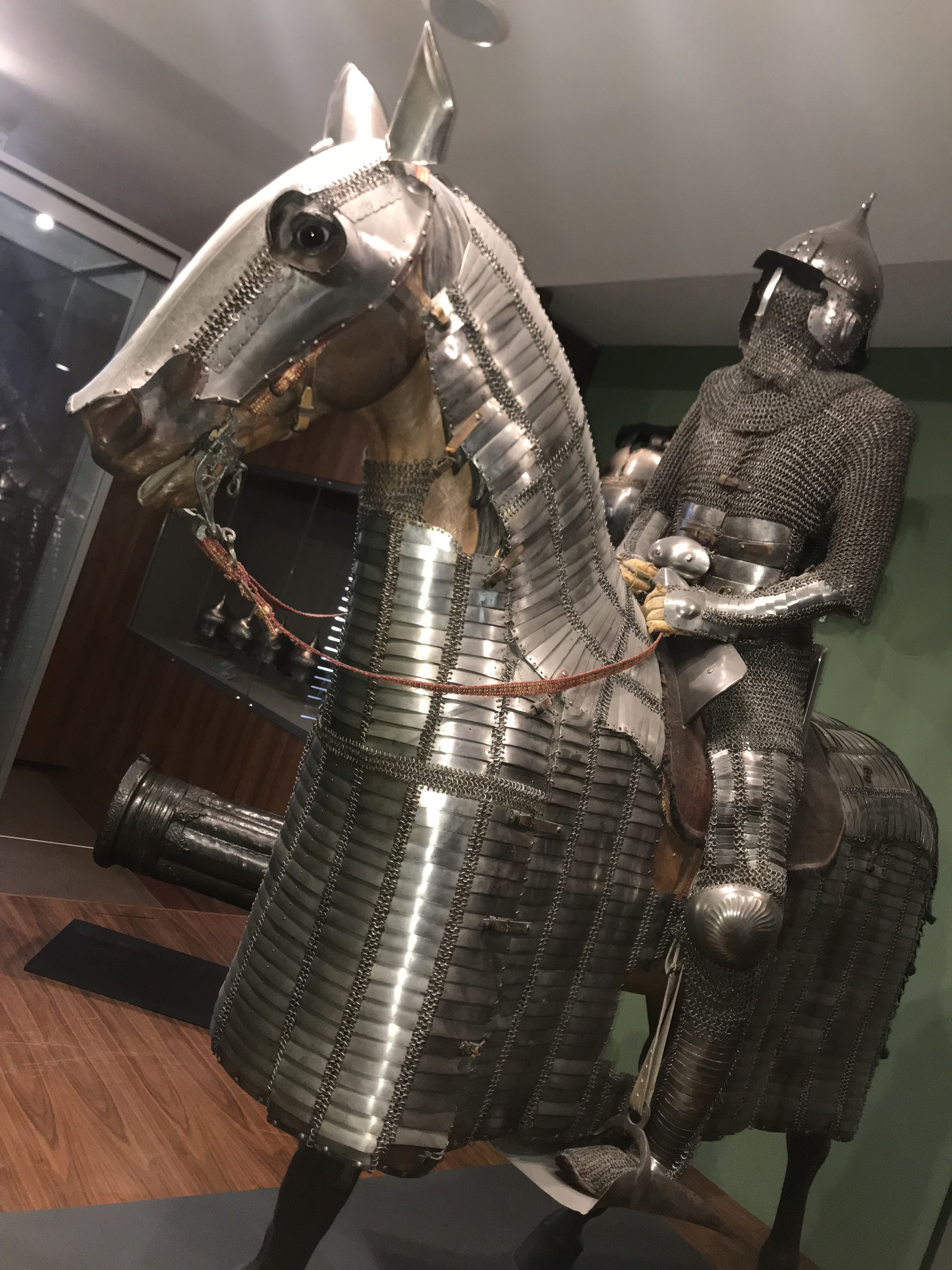
Pferderüstung mit Rossstirn von Mamluken im Musée de l’Armée.

## Beschreibung
Orientalische Rossstirne wurden in den meisten Fällen aus Stahl gefertigt und dreiteilig gearbeitet: ein Mittelteil und zwei Seitenklappen. Der Mittelteil wurde üblicherweise der Form von Pferdeköpfen angepasst und im unteren Bereich an den Seiten abgeschrägt. Der obere Teil ist meist aus einer Platte gearbeitet, die das obere Ende der Rossstirn formt. Im Sichtbereich der Pferde wurden die Rossstirne ausgetrieben um dem Augenbereich der Pferde ausreichend Raum zu bieten. Die Seitenklappen wurden mit Kettengeflecht am Mittelteil befestigt. Sie wurden halbrund gearbeitet und ebenfalls mit Ausschnitten für die Augen versehen, die dafür sorgen, dass der Sichtbereich der Pferdes nicht eingeschränkt wird. Ein zur Beschreibung passendes Objekt mit der Inventarnummer 32.75.248a stammt aus der Sammlung von Giovanni P. Morosini und befindet sich mit weiteren Exemplaren im Sammlungsbestand des Metropolitan Museum of Art. Europäische Stücke geben den Pferden meist weniger Blickfeld. Die Zahl der Einzelteile, die untereinander mit Kettengeflecht verbunden sind variiert. Im 14. Jahrhundert wurde die europäische Rossstirn teils mit konstruktiven Ähnlichkeiten zu orientalischen Rossstirnen gefertigt.

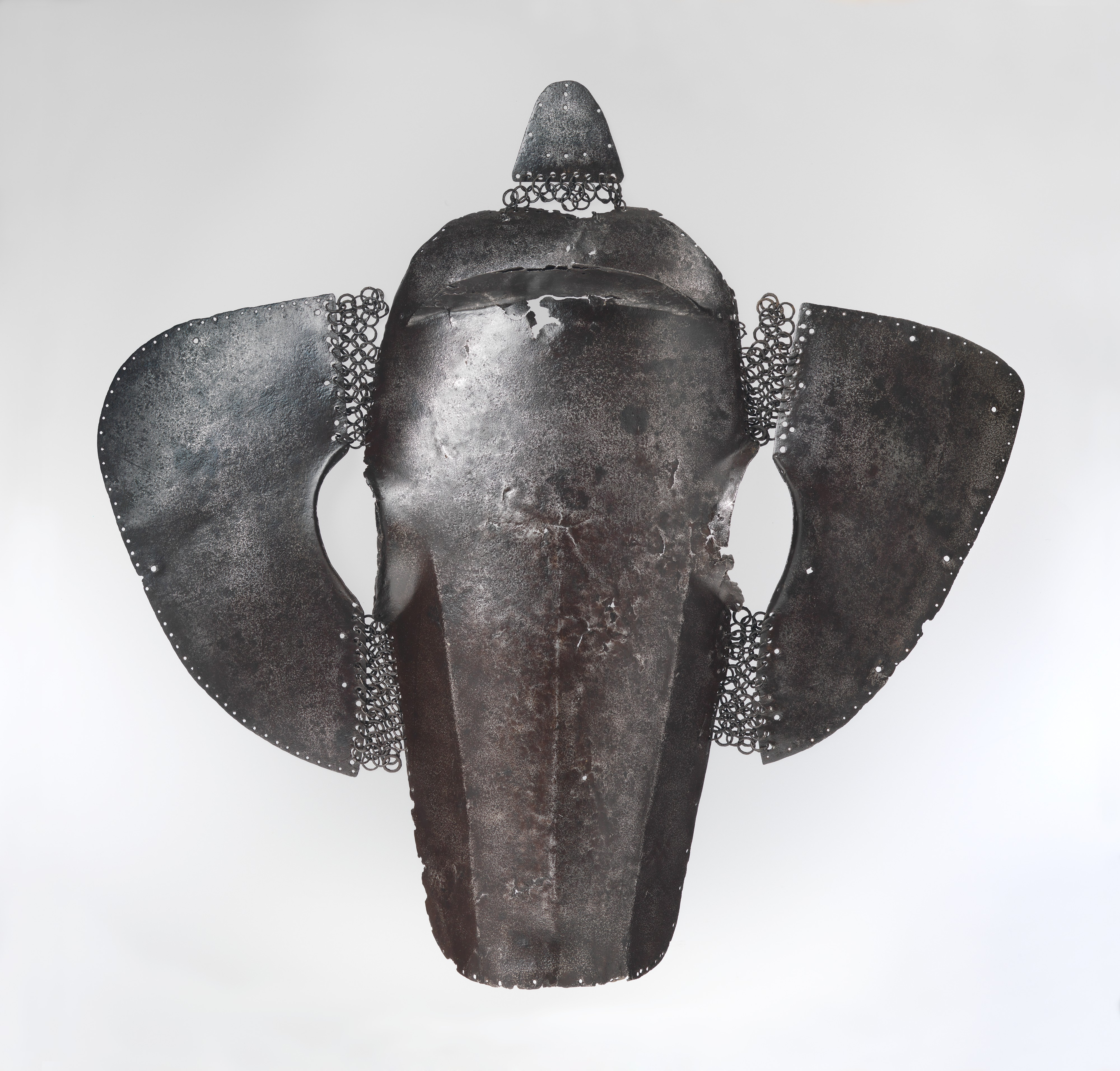
Orientalische Rossstirn, Metropolitan Museum of Art, Inventar-Nr. 32.75.248a
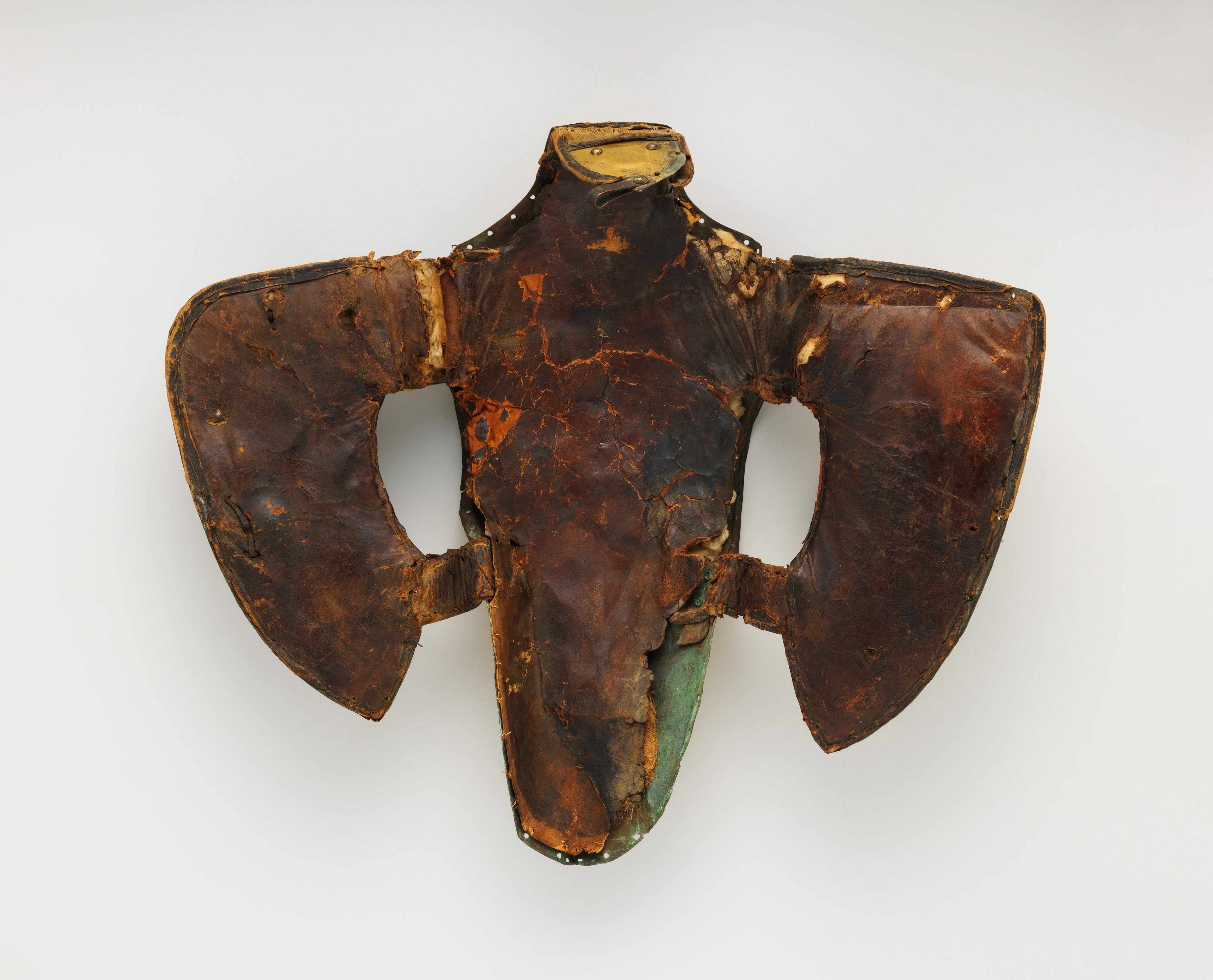
Gepolsterte Innenseite, Metropolitan Museum of Art, Inventar-Nr. 21.102.3
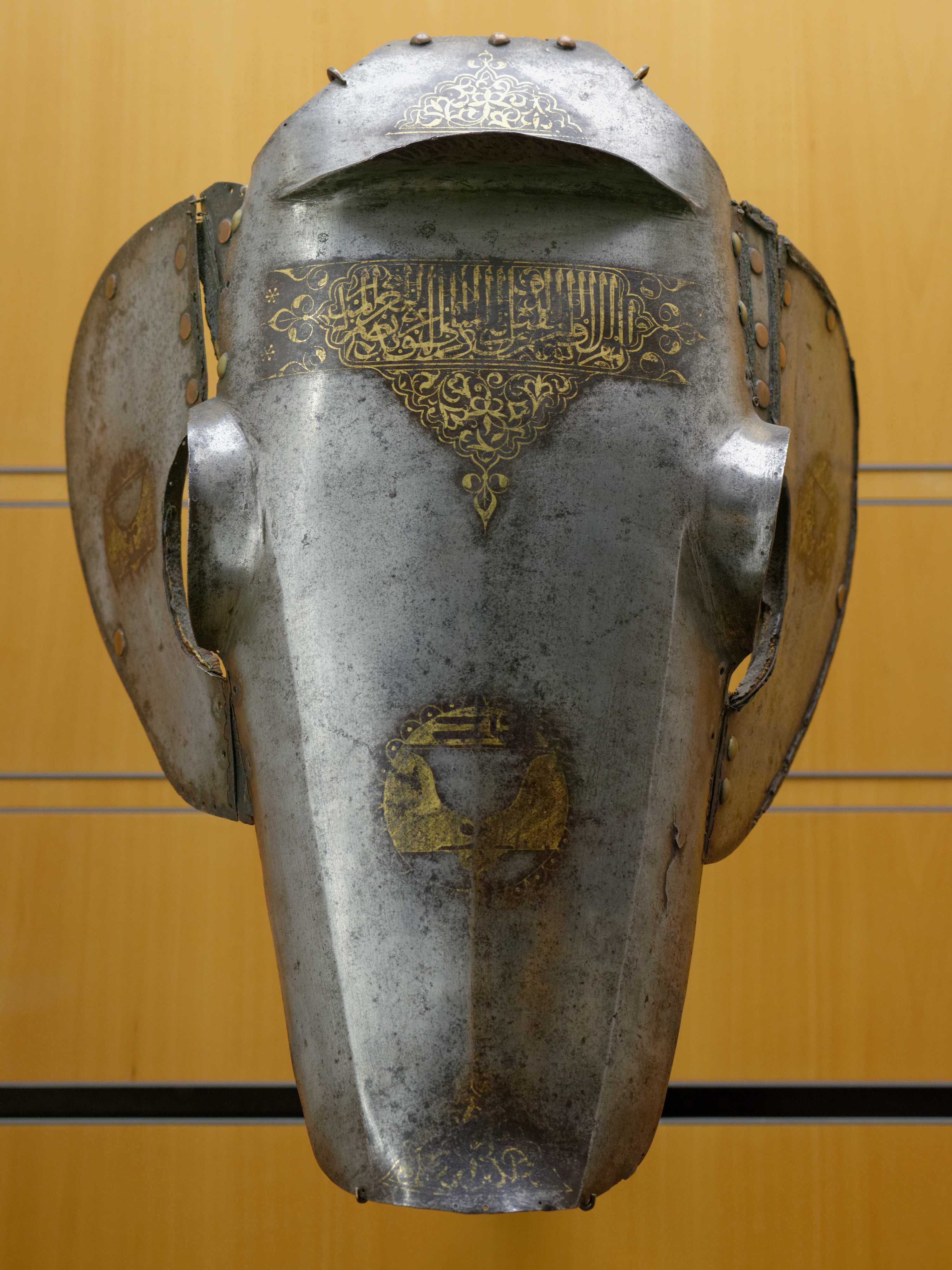
Rossstirn der Mamluken im Musée des Beaux-Arts (Lyon).